# Fritz Schaefler
Fritz Schaefler (* 31. Dezember 1888 in Eschau im Spessart; † 24. April 1954 in Köln) war ein deutscher Maler und Grafiker des Expressionismus.

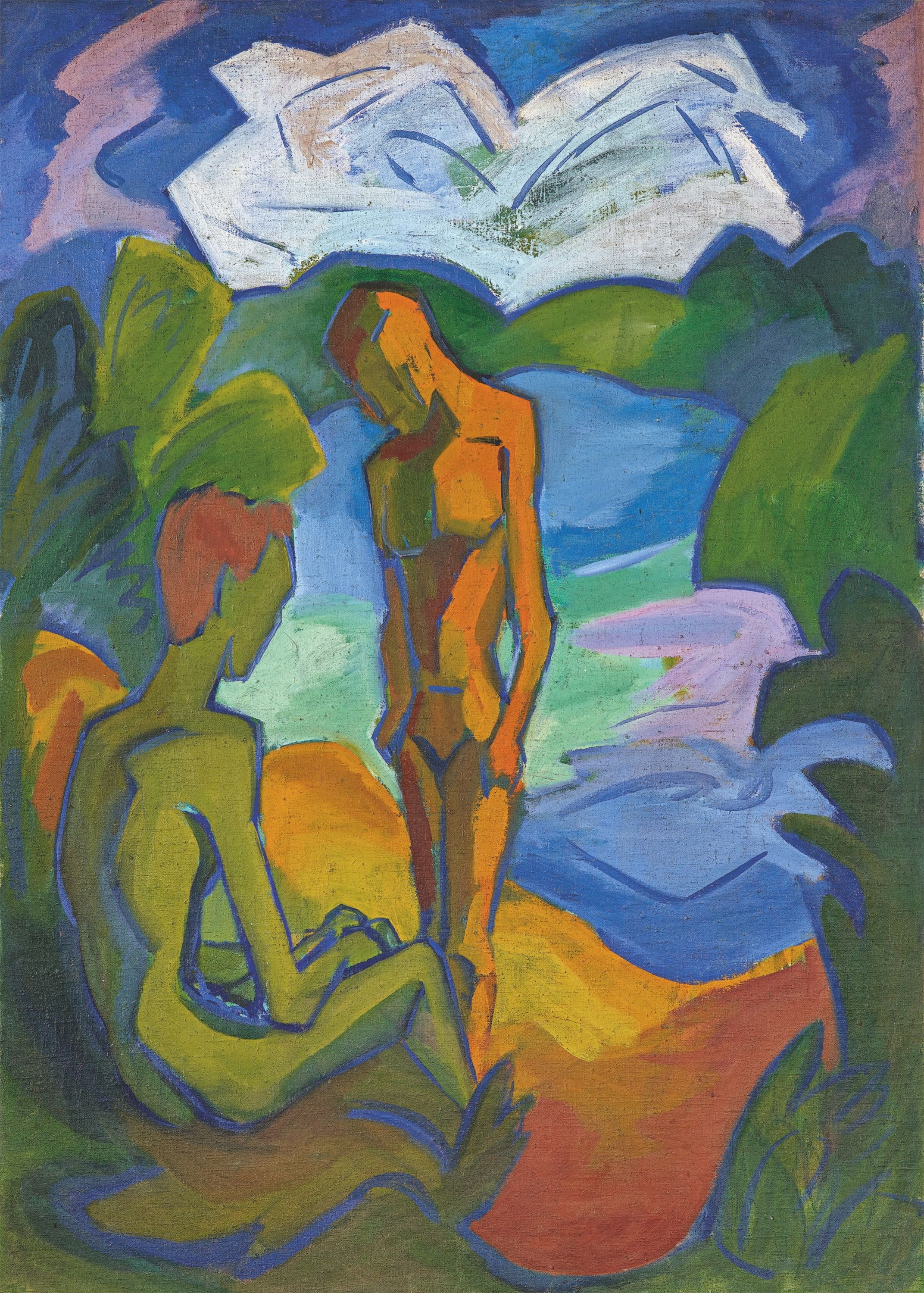
Zwei Jünglinge am See, um 1920

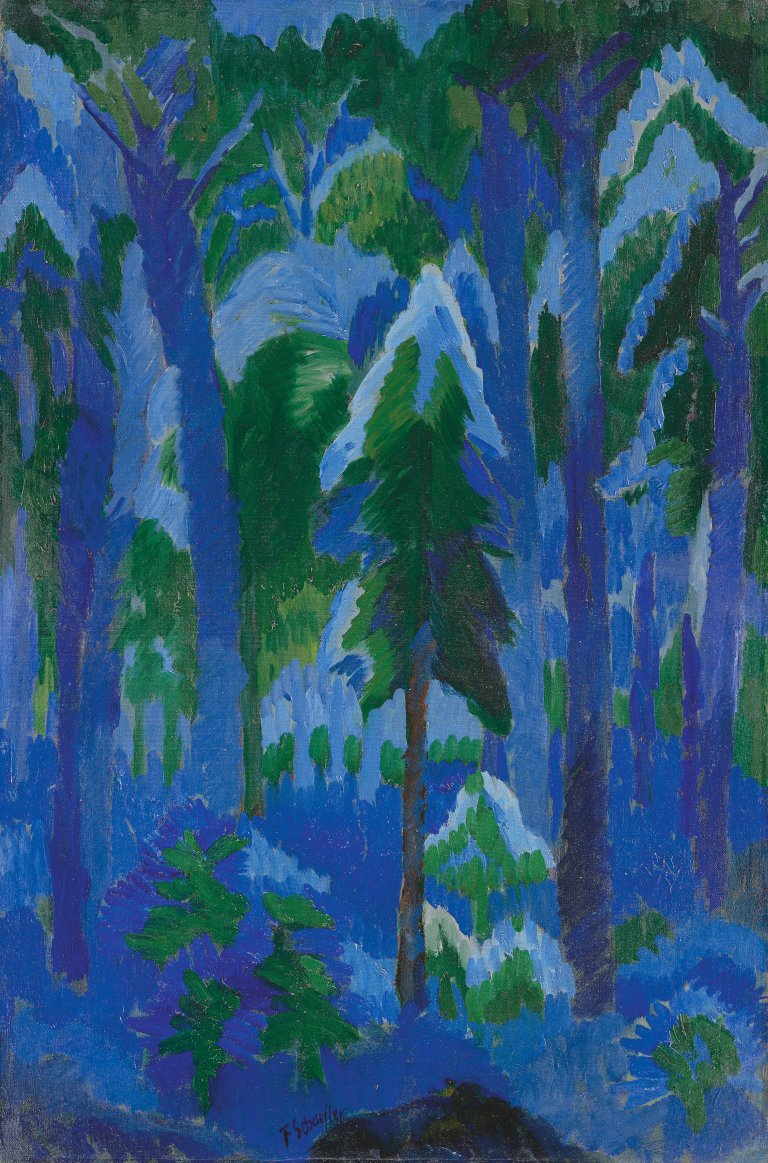
Waldbild III, 1920er Jahre

## Leben und Arbeit
Fritz Schaefler wurde am 31. Dezember 1888 in Eschau geboren, wo er seine Jugendzeit bis zu seinem 10. Lebensjahr verbrachte. Hiernach besuchte er 1899/1900 die Sexta (1. Klasse) des Gymnasiums (Internat) in Aschaffenburg. Nach dem Umzug der Familie nach Eggenfelden (Niederbayern) absolvierte Fritz Schaefler bis 1905 das Gymnasium (Internat) in Landshut. 
1905 begann er ein Architekturstudium an der Technischen Hochschule München, ab 1906 besuchte er die Königliche Kunstgewerbeschule und ab 1908 die Königliche Kunstakademie in München, und wurde Schüler bei Angelo Jank; nach Abschluss seiner Studien richtete sich Schaefler ein eigenes Atelier in München-Schwabing ein; er fuhr häufig an den Simssee bei Rosenheim, wo er vor Ort malte und zeichnete. Seine Werke dieser Zeit zeigen Einflüsse des Naturalismus und des Spätimpressionismus. 1914 wollte er am Simssee eine kleine Malschule für „reiche“ Damen eröffnen, wozu es jedoch nicht mehr kam, da er als Soldat an die Westfront eingezogen wurde.
Für ein Feldtheater fertigte er Bühnenbilder; im Herbst 1916 wurde er in der Somme-Schlacht am Kopf schwer verwundet und 1917 aus dem Militärdienst entlassen. In der Zeit des Ersten Weltkrieges entstand ein umfangreiches Kriegstagebuch mit Zeichnungen und Aquarellen. 1915–1917 wurden Schaeflers Werke in der Münchner- und Berliner-Sezession ausgestellt sowie in der Galerie Thannhauser in München.
1918 heiratete er Vera Linzen (Tochter der Schriftstellerin Clara Ratzka) und mietete eine Wohnung mit Atelier in der Elisabethstraße in München-Schwabing an, im selben Jahr wurde der Sohn Hannsotto geboren. Künstlerisch vollzog sich nun ein Stilwandel; ab 1917 entstanden expressive Holzschnitte und Radierungen, die er in der Münchner Galerie von Hans Goltz ausstellte. Schaefler gehörte jetzt zur Münchner Avantgarde. Durch den Eindruck des Krieges beteiligte er sich 1918/19 an der Münchner Revolution, wurde Mitglied und Schriftführer im „Aktionsausschuss Revolutionärer Künstler“ und Schriftleiter für Bildende Kunst der kulturrevolutionären Zeitschrift „Der Weg“.
Schaefler schließt Freundschaften mit zahlreichen engagierten Künstlern, u. a. mit Georg Schrimpf, Paul Klee, Heinrich Maria Davringhausen und Erich Heckel. Weitere Kontakte entstanden mit Lyonel Feininger, Heinrich Campendonk, Karl Schmidt-Rottluff, Anton Räderscheidt und Conrad Felixmüller. Bis 1921 entwarf Schaefler für verschiedene Theater in München, u. a. Nationaltheater, Bühnenbilder und Kostüme unter anderem zu Shakespeare und Georg Kaiser.
Nach der Zerschlagung der Räterepublik floh er 1919 zu Alfred Kubin nach Wernstein; 1920 ließ sich Schaefler in Ernsdorf bei Prien am Chiemsee im Ferienhaus seiner Schwiegermutter nieder, später direkt am Seeufer in Prien. Es entstanden eine große Zahl an Landschafts- und Figurenbildern in den Techniken Aquarell und Eitempera, die in vielen Ausstellungen in ganz Deutschland gezeigt werden.
1923 reiste er mit dem Kunsthistoriker Kurt Gerstenberg nach Italien; Kurt Gerstenberg vermittelte immer wieder Werke Schaeflers an Kunstsammler. Der rheinische Industrielle Joseph Heymann beginnt eine Schaefler-Sammlung aufzubauen und wurde ein wichtiger Mäzen; mit Gerstenberg war Schaefler bis zu seinem Lebensende eng befreundet.
1927 zog Schaefler mit seiner Familie nach Köln und erhielt öffentliche, kirchliche wie auch private Aufträge von Architekten sowie von Sammlern; es entstanden enge Kontakte und Freundschaften zu den Kölner Künstlern Heinrich Hoerle und Franz Wilhelm Seiwert sowie zu den Architekten Hans Hansen und Ernst Hopmann; von seinem Freund H. M. Davringhausen übernahm Schaefler die Wohnung in Köln-Bickendorf mit dem darüber liegenden Dachatelier, die von Wilhelm Riphahn geplant wurde, der ebenfalls zu Schaeflers Freunden zählte. 1929/30 entstanden farbgestalterische Arbeiten für Krankenhäuser und die Internationale Hygiene-Ausstellung Dresden 1930. In den 1930er Jahren realisierte er über hundert Glasfenster, Altarbilder und Sgraffiti.
In der Zeit von 1919 bis 1936 folgten regelmäßig Ausstellungen in bedeutenden Galerien wie Thannhauser und Goltz in München sowie Commeter in Hamburg und Neumann in Berlin, weiterhin in der Münchner und Berliner Sezession, ferner auch in Museen (u. a. Hannover, Hamburg, Dessau, München, Köln) und Kunstvereinen.
1937 musste Joseph Heymann mit seiner Familie von Köln nach England emigrieren.
1937 wurden in der Nazi-Aktion „Entartete Kunst“ nachweislich aus der Städtischen Kunstsammlung Gelsenkirchen, dem Städtischen Museum für Kunst und Kunstgewerbe Halle/Saale, dem Wallraf-Richartz-Museum Köln, dem Museum für Kunst und Heimatgeschichte Erfurt, dem Museum Folkwang Essen, dem Städelschen Kunstinstitut und Städtische Galerie, Frankfurt/Main, der Städtischen Kunstsammlung Gelsenkirchen, der Kunstsammlung der Universität Göttingen, dem Provinzial-Museum Hannover, der Städtischen Kunsthalle Mannheim und der Staatlichen Graphischen Sammlung München Werke Schaeflers beschlagnahmt und vernichtet. Arbeiten von ihm wurden 1937 in der Ausstellung „Entartete Kunst“ in München gezeigt.
Die schwer an MS erkrankte Vera Schaefler nahm sich 1938 unter dem Eindruck der nahenden Euthanasie das Leben. 1943 heiratete Schaefler ein zweites Mal (Elisabeth Höffken) und verbrachte die letzten Kriegsmonate während der Bombenangriffe auf Köln im Bergischen Land. Nach Kriegsende kehrt er wieder nach Köln zurück und erhielt vereinzelt Aufträge für kirchliche und profane Bauten.
Schaefler fand seine letzte Ruhestätte auf dem Friedhof neben der katholischen Pfarrkirche St. Nikolaus in Bensberg einem Stadtteil von Bergisch Gladbach. Auch nach seinem Tod werden seine Werke in zahlreichen Ausstellungen oder Sammlungen im In- und Ausland (u. a. im LACMA, Los Angeles, der Galerie St. Etienne, New York, und dem Centre Georges Pompidou, Paris) präsentiert.
Fritz Schaefler war Mitglied im Deutschen Künstlerbund.

## Gedenken und Erinnerung
Der Geburtsort Eschau ehrt ihn durch besondere Pflege der künstlerischen und gestalterlichen Fähigkeiten der Kinder und Schüler. Darauf stiftete der Enkel des Künstlers, Christoph Schaefler, 2006 den Fritz-Schaefler-Preis (Gutschein für einen besonderen Kunstkurs), den der Landkreis seitdem jährlich an die jüngsten Künstler des Kreises vergibt. Der Stifter gibt den ersten vier Preisträgern eine Radierung oder einen Holzschnitt des Künstlers.
Eine Gedenktafel an seinem Geburtshaus in Eschau erinnert an Fritz Schaefler.

## Nachlass
Seit 2023 befindet sich der künstlerische Nachlass bei VAN HAM Art Estate. Dieser umfasst Gemälde und Arbeiten auf Papier aus allen Schaffensphasen des Künstlers.

## Einzelausstellungen und Ausstellungsbeteiligungen
- 1911 Landshut, Oskar Dallmer’sche Kunsthandlung
- 1911 Rosenheim, Kunstverein, Aquarelle
- 1915 München, Kunstverein, innerhalb der 'Neuen Sezession', Graphik
- 1916 München, Moderne Galerie Heinrich Thannhauser, »Kriegsausstellung«; Berliner Sezession, 3 Zeichnungen
- 1917 Berliner Sezession
- 1918 Mannheim, Kunsthalle; München, Galerie Hans Goltz, 'der expressionistische Holzschnitt'; München, Kunstsalon Joel, mit Walter Gramatte
- 1919 München, Galerie Hans Goltz, Kollektivausstellung; Frankfurt am Main, Zinglers Kabinett, (mit P. Klee und Th. C. Pilartz); München, Moderne Galerie Heinrich Thannhauser, Eröffnungsausstellung mit 'graphischer Schau' zahlreicher Künstler
- 1920 Hamburg, Kunstsalon Maria Kunde
- 1922 Berlin, Galerie Goldschmidt und Mallerstein, Aquarelle
- 1923 Dessau
- 1927 Halle, Kunstverein
- 1929 Köln, Ausstellung der Malerfachabteilung des Katholischen Gesellenvereins
- 1930 Dresden, Internationale Hygiene-Ausstellung, Farbgestaltung des Musterkrankenhauses
- 1931 Köln, Kunstverein, Kölner Künstler
- 1932 Köln, Wettbewerbsausstellung der Kölner Künstlerhilfe
- 1934 Köln, Ars Sacra, Gesellschaft der Freunde katholischer Kunst; Köln, Museum für Kunsthandwerk, Wettbewerbsausstellung 'Mutter und Kind'
- 1935 Köln, Gau-Kunstausstellung im Kölnischen Kunstverein
- 1936 Köln, Ars Catholica, Entwürfe für Kirchenfenster; Köln, Kölnischer Kunstverein, Glasfensterentwürfe; Halle, Galerie Neubert, Glasfensterentwürfe
- 1938 München, 'Entartete Kunst’ im Münchner Archäologischen Institut
- 1951 Köln, Staatsbauschule
- 1955 Barmen, Kunsthalle, Bleiverglasungen, Plastiken, Ölbilder
- 1972 München, Neue Münchner Galerie, 'Fritz Schaefler, Ein unbekannter Expressionist'; Syke, Galerie Vehring
- 1973 Bremen, Galerie Ohse
- 1978 Paris, 'Berlin-Paris', Centre Georges Pompidou
- 1976 München, Theatermuseum, 'Bühnenbilder des 20. Jahrhunderts'; Syke, 10 Jahre Galerie Vehring
- 1979 München, Stadtmuseum, 'Die Zwanziger Jahre in München'
- 1980 München, Theatermuseum, 'Expressionistisches Theater'
- 1983 Aachen, Suermondt-Ludwig-Museum
- 1983 Bremen, Galerie Ohse, Aquarelle
- 1984 München, Galerie Hierling, Aquarelle und Druckgraphik
- 1989–1995 Kerken-Stenden, 'Der Expressionist Fritz Schaefler', Dauerausstellung mit 90 Werken
- 1991 Regensburg, Städt. Galerie 'Leerer Beutel', Ausstell.-beteiligung 'Expressionismus in Regensburg'
- 1991 Düsseldorf, Kulturbahnhof Eller, Gesamtwerk
- 1991 Paderborn, Städt. Galerie Am Abdingshof, Retrospektive
- 1993 München, Lenbachhaus, 'Süddeutsche Freiheit. Kunst der Revolution in München 1919'
- 1991 Aachen, Diözesantag, 'Ein eigener Mensch werden', Kinder- und Familienbilder v. F. Schaefler
- 1994 Düsseldorf, Galerie Remmert und Barth, Ausstellungsbeteiligung bei 'Von Nolde bis Dix'
- 1994–1995 Ludwigshafen, Wilhelm Hack-Museum, 'Die neue Wirklichkeit', Fritz Schaefler mit L. Feininger und P. Klee als Repräsentanten des Expressionismus
- 1995 München, Stadtmuseum, 'Oskar Maria Graf Ausstellung' mit Portraits von Fritz Schaefler
- 1995 Hürth (bei Köln), Löhrer Hof, Gemälde, Aquarelle, Druckgraphik
- 1996 Berlin, Akademie der Künste, 'Oskar Maria Graf, Odyssee eines Einzelgängers’ mit Portraits von Fritz Schaefler
- 1996 Solingen, Deutsches Klingenmuseum 'Fritz Schaefler (1888–1954) Im Spannungsfeld des Expressionismus’ (Katalog mit Werkverzeichnis)
- 1997 Solingen, Museum Baden, Dauerleihgabe von 17 Werken zur ständigen Präsentation
- 1997 Köln, Studio Dumont (Hedwig Neven Dumont), kleine Retrospektive
- 1997 Solingen, Deutsches Klingenmuseum, Dauerleihgabe von 5 Gemälden zu ständigen Präsentation
- 1999 Düsseldorf, Galerie Remmert und Barth, 'Fritz Schaefler – Aquarelle, Zeichnungen, Druckgraphiken'
- 2001 New York, Galerie St. Etienne 'The „Black-and-White“-Show'
- 2002 Aachen, Galerie Am Elisengarten
- 2002 New York, Galerie St. Etienne 'Recent Acquisitions'
- 2006 Obernburg, Kochsmühle (Veranstalter Landratsamt Miltenberg), Retrospektive 'Fritz Schaefler – Der Expressionist aus dem Spessart'
- 2009 Worms, Kunstverein Worms, 'Fritz Schaefler – Künstler zwischen zwei Kriegen'
- 2012/2013 Aachen, Suermondt-Ludwig-Museum, 'Verfemt – Vertrieben – Zurückgekehrt'
- 2013 London, Deutsche Botschaft, 'Outlawed, Displaced and Reinstated works of Fritz Schaefler and the Heymann Collection, London'
- 2015 Düsseldorf, Galerie Weick, 'Gemälde – Aquarelle – Skulptur'